# アイリーン・ダンハム
アイリーン・ダンハム（Irene Dunham、1907年12月16日 - 2022年5月1日）は、アメリカ合衆国のスーパーセンテナリアン。アメリカ・ミシガン州在住だった長寿の女性。1927年に同州で発生したバス学校爆破事件の標的となったバス統合学校（Bath Consolidated School）に通っていたが、ダンハム自身は難を逃れていた。

## 来歴
1907年12月16日、ミシガン州クリントン郡の農場でアイリーン・バブコック（Irene Babcock）として生まれ、同郡バスで育った。9人兄弟の長女であった。1918年にスペインかぜを患っているが回復している。
バス学校爆破事件が発生した1927年5月18日は、当時19歳でバス統合学校の上級生だったアイリーンにとって最後の授業が行われる日であったが、アイリーンは喉の痛みのために学校を休んでいた。午前8時45分に学校の地下に仕掛けられた爆薬が爆発し、自宅にいたアイリーンと家族は巨大な音が学校方面から聞こえてきたことを受けて車に飛び乗り学校に向かった。アイリーンの兄弟の何人かは爆発時に現場におり、授業中だった弟ロイドは爆発で指を失い、妹エヴァは学友と共に1階の窓から外に飛び降りて瓦礫のない野原へ逃げ出した。爆破事件のためこの年の卒業式は行われなかったが、1977年の卒業生が1927年の卒業生を卒業式に招待した際にアイリーンも卒業証書を手にした。
事件後ほどなくしてアイリーンはミシガン州ランシングのローリッツ・ダンハムと結婚。結婚式自体は爆破事件以前より計画されていたものであり、アイリーンは式を挙げることをためらったが家族の説得もあり挙行した。1972年に夫ローリッツが死去し、息子の一人もアイリーンより先に80歳で没した。大腸がんになった際に医師は助からないと推測したが生還を果たしている。
爆破事件についてはほぼ口を開くことはなく、インタビューにも滅多に応じなかった。しかし事件当日のことについてはよく思い出すし、爆破事件が風化するにつれて事件がいかに酷かったかを教えたいと思うようになったと語っている。
99歳ではじめて自動車を買い106歳まで運転している。109歳だった2017年5月時点でランシング北部に在住し、自立した生活を送っていた。運転免許証を持ち、地元紙を毎日読み、また庭のガーデニングも行っていた。この時点で爆破事件が発生した際にバス学校に在校していた生徒の最後の生き残りであったとされている。また温暖な気候が好きで、暖かい日を楽しみにしてるという。2020年6月に自宅からミシガン州の施設に移動し、2021年にはCOVID-19ワクチンを接種した。
2019年12月23日、112歳7日で正式に年齢が検証された。2021年3月2日にエレン・グッドウィルが死去し、ミシガン州の最高齢者となった。　
2022年4月19日、田中カ子の死去により、世界で10番目の長寿者になる。
2022年5月1日、死去、114歳136日。前日の4月30日には日本の氏名非公表の女性が死去し、世界9番目になっていた。これによりバス学校爆破事件の生存者は全員この世を去った。

## 家族
夫ローリッツは1972年に没し、息子の一人もアイリーンより先に2017年までに没している。その時点で9人の孫、19人の曾孫、23人の玄孫がおり、娘ブルースも71歳で存命で、また2021年3月時点で息子ブルースも75歳で、また弟ジョージも兄弟で唯一、101歳で存命していた。